# HD206546
HD206546 — хімічно пекулярна зоря спектрального класу A2, що має видиму зоряну величину в смузі V приблизно  6,2.
Вона  розташована на відстані близько 360,0 світлових років від Сонця.